# Alain Laroche
Alain Laroche (20 de septiembre de 1963) es un deportista canadiense que compitió en esquí acrobático. Sus hermanos Philippe e Yves compitieron en el mismo deporte.
Ganó una medalla de oro en el Campeonato Mundial de Esquí Acrobático de 1986, en la prueba combinada.

## Medallero internacional
| Campeonato Mundial | Campeonato Mundial | Campeonato Mundial | Campeonato Mundial |
| Año                | Lugar              | Medalla            | Prueba             |
| ------------------ | ------------------ | ------------------ | ------------------ |
| 1986               | Tignes (Francia)   | Medalla de oro     | Combinada          |